# 東平郡 (南梁)
東平郡，中國南朝梁時設置的僑郡。

## 沿革
梁武帝時，在東徐州僑置東平郡（今江蘇省盱眙縣西北），領縣不詳。
東魏孝靜帝武定七年（549年），因侯景之亂取南朝梁東徐州，改為東楚州，併廢東平郡、陽平郡、清河郡、歸義郡四郡為高平縣，屬高平郡。